# InCube
Бизнес-инкубатор InCube Российской академии народного хозяйства и государственной службы при Президенте РФ (РАНХиГС) / InCube ANE  — один из первых российских бизнес-инкубаторов, открытый в 2010 году как некоммерческая площадка на базе Академии народного хозяйства при Правительстве Российской Федерации для помощи начинающим предпринимателям и инноваторам в создании успешного масштабируемого бизнеса в перспективных областях. Сегодня бизнес-инкубатор насчитывает более 20 текущих резидентов и 12 проектов, прошедших цикл инкубирования.
Основателем Бизнес-инкубатора InCube РАНХиГС является Алексей Геннадиевич Комиссаров.

## История
Инкубатор Президентской академии начал создаваться в начале 2010 года, а его официальное открытие состоялось 27 мая 2010 года. Инициаторами создания инкубатора стали ректор АНХ Владимир Мау и его советник Алексей Комиссаров . Целью создания Бизнес-инкубатора было объявлено оказание помощи начинающим предпринимателям, прежде всего, в инновационных сферах.
19 октября 2010 года Бизнес-инкубатор получил имя InCube. В этот же день завершился отбор первых резидентов в Бизнес-инкубатор, в котором участвовали несколько сотен перспективных проектов московского региона.
Основным направлением деятельности InCube является предоставление компетентной экспертизы стартап-проектам. С 2012 до 2014 года бизнес-инкубатором руководил предприниматель, обладатель международного сертификата NBIA по управлению бизнес-инкубаторами, эксперт в области коммерциализации научных проектов Максим Годзи. В это время при инкубаторе также функционировал Центр поддержки начинающего предпринимательства, проводивший широкомасштабные курсы по предпринимательству для студентов РАНХиГС и других вузов столицы.

## Бизнес-проекты
В 2010 году InCube начал приём заявок на участие в конкурсе бизнес-проектов. При этом руководством Бизнес-инкубатора было принято принципиально важное решение: конкретной даты прекращения приёма заявок на конкурс устанавливаться не будет, так как хорошие идеи могут появиться в любое время, и в связи с этим нецелесообразно устанавливать какие-либо квоты.
Особенность InCube ANE — принять участие в конкурсе может любой желающий.
В октябре 2010 года в рамках открытого финала экспертное жюри, представленное известными предпринимателями и отраслевыми экспертами, отобрало семь стартапов: ePythia, ttgLib, Fairwaves, 7РТВ, AddCoins, Пляшущие человечки, FIDESYS.
В течение первой половины 2011 года в инкубатор были отобраны ещё 6 проектов, среди которых Speaktoit, Zetuniverse, Кнопка Жизни, Alloka, Akshel, Sportfort.
В конце 2012 года, в рамках программы Центра поддержки начинающего предпринимательства, созданного при бизнес-инкубаторе InCube при поддержке Правительства Москвы, была проведена интенсивная образовательная программа для студенческих стартап-проектов РАНХиГС. В результате этой программы, лучшие проекты получили статус первых студенческих проектов инкубатора.
Помимо этого, в 2012 году бизнес-инкубатор начал предоставление проектам малого бизнеса статуса виртуальных резидентов.

## Формальные достижения инкубатора
В 2010 году Бизнес-инкубатор InCube возглавил список пяти сильнейших бизнес-инкубаторов России, составленный Forbes
В 2012 году InCube за заслуги в подготовке нетехнологических проектов и в частности проекта АртМозаика был отмечен ежегодной премией в области бизнес-инкубаторства «Молодые Львы», как бизнес-инкубатор года, поддержавший лучший нетехнологический проект
С 2013 года бизнес-инкубатор InCube вновь является действительным членом международной ассоциации бизнес-инкубаторов NBIA.
В 2016 году один из первых резидентов инкубатора проект Speaktoit, более известный с 2014 года под брендом Api.ai был приобретен Google. 

## Дополнительные программы
В 2011 году при поддержке команды GreenField Project совместно с одной из лидирующих мировых школ MBA Cambridge Judge Business School Кембриджского университета британии, была проведена одна из крупнейших выездных программ обучения предпринимательским навыкам Enterprisers. Программа была организована для наиболее активных молодых предпринимателей со всей России, включая прошедших отбор резидентов крупнейших московских инкубаторов. Российскими фасилитаторами, прошедшими отдельный тренинг для участия в этой программе, являлись представители наиболее ярких проектов, получивших инвестиции и имеющих собственный профессиональный опыт экспертизы проектов. Всего в программе участвовало порядка 70 человек, включая команду тренеров и преподавателей из Centre for Entrepreneurial Learning University of Cambridge. 
В рамках программы Центра поддержки начинающего предпринимательства, созданного при бизнес-инкубаторе InCube при поддержке Правительства Москвы, два года подряд в 2012 и 2013 годах проводилась интенсивная образовательная программа для студенческих стартап-проектов академии РАНХиГС.